# 一硒化铥
一硒化铥是一种无机化合物，化学式为TmSe，它是铥的硒化物之一。一硒化铥的铥为+2和+3混合价态，它可由铥和硒反应制得：
Tm + Se  →  TmSe
它是红棕色的立方晶系晶体，空间群Fm3m，具有NaCl结构。